# Urbana, Ohio
Urbana är en stad i Champaign County i delstaten Ohio, USA. Urbana är administrativ huvudort (county seat) i Champaign County. Urbana är säte för Urbana University.

## Kända personer från Urbana
- Jim Jordan, politiker